# As Long as There’s Music (Richard-Wyands-Album)
As Long as There’s Music ist ein Jazzalbum des Pianisten Richard Wyands, aufgenommen mit seinem Trio aus Ray Drummond und Grady Tate. Die Aufnahmen entstanden am 6. April 2000 in New York und erschienen am 7. Mai 2001 auf dem Label Savant Records.

## Hintergrund
Erst im Jahr 1978 hatte Wyands, der im Laufe seiner Karriere meist als Sideman fungiert hatte, Gelegenheit, für das dänische Plattenlabel Storyville ein erstes Album einzuspielen; es folgten weitere Trioalben für die europäischen Label Steeplechase und Criss Cross Jazz sowie das japanische DIW-Label. Mit 72 Jahren nahm er schließlich sein letztes Album auf – was gleichzeitig auch sein erstes für ein amerikanisches Label war. Auf As Long As There’s Music spielte der Pianist neben einer Eigenkomposition Jazzstandards und Fremdkompositionen. Stilistisch verband Wyands in seinem Spiel Einflüsse des Swing, Blues, Bebop, Hardbop, Progressive- und Cool Jazz.

## Titelliste

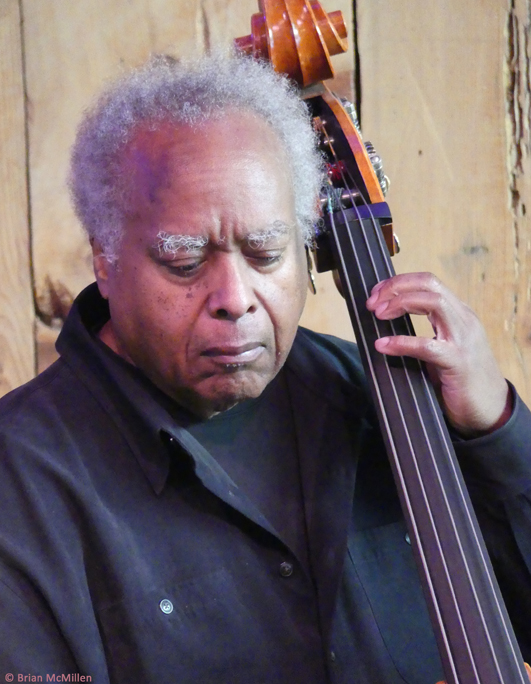
Ray Drummond bei einem Auftritt bei der Bach Dancing & Dynamite Society, Half Moon Bay, Juli 2017. Foto: Brian McMillen

- Richard Wyands: As Long as There’s Music (Savant SCD2031)[3]
  1. Stolen Sweets (Wild Bill Davis, Dickie Thompson) 5:29
  2. As Long as There’s Music (Sammy Cahn, Jule Styne) 2:57
  3. Stairway to the Stars (Matty Malneck, Mitchell Parish, Frank Signorelli) 6:16
  4. Focus (Tadd Dameron) 5:29
  5. Ivy (Hoagy Carmichael) 6:34
  6. What’s New (Johnny Burke, Bob Haggart) 4:30
  7. Drop Me Off in Harlem (Duke Ellington, Nick A. Kenny) 5:36
  8. My Old Flame (Sam Coslow, Arthur Johnston) 5:26
  9. With The Wind and the Rain in Your Hair (Jack Lawrence) 2:33
  10. West 94th Street Funk (Wyands) 6:12

## Rezeption
Ken Dryden verlieh dem Album in AllMusic vier (von 5) Sternen; in seiner Rezension meinte er, es sei schwer zu glauben, dass Wyands, der mit diesem Album zum ersten Mal für ein amerikanisches Label als Leader auftrat, erst in den Siebzigern unter eigenem Namen aufgenommen hatte, aber er nutze diese lange überfällige Gelegenheit voll aus. Mit der fähigen Rhythmusgruppe aus Ray Drummond und Grady Tate heizt Wyands durch As Long As There’s Music und gibt Stairway to the Stars eine „üppige lyrische Behandlung. Aber er erkundet auch übersehene Juwelen wie Tadd Damerons lebhaftes ‚Focus‘, belebt Hoagy Carmichaels ‚Ivy‘ mit einem bissigen Samba-Arrangement und packt ‚With the Wind and the Rain in Your Hai‘ an (einem Hit für Kay Kyser), als ob ein vollwertiges Gewitter unterwegs wäre.“ Wyands nahm sich auch Zeit für klassische Jazz-Kompositionen und zeige Tates gestochen scharfe Besenführung in einer Version von Duke Ellingtons Drop Me off in Harlem, die er (als seltener Solopianist) in der reich strukturierten Ballade What’s New nutzt. Für „einen perfekten Abschluss“ sorge Wyands’ Komposition West 94th Street Funk, „ein entzückender, zurückhaltender Blues“.
Harvey Sides (JazzTimes) meinte, auf dem Trioalbum „enthüllen der Bassist Ray Drummond und der Schlagzeuger Grady Tate Wyands’ Markenzeichen „anspruchsvoller Bop“; dies sei der Ansatz für einige großartige Standards, und dennoch erweise sich als Höhepunkt des Albums das einzige Original West 94th Street Funk. Nach Drummonds Prahlerei wird Wyands’ Spiel mit Oscar-Peterson-ähnlichen Tremolos schmutzig, unterstützt von Tates gelegentlichem Shuffle. Ansonsten sei Wyands’ Interpretation der Standards „vertrauter, sanfter Swing, angefüllt mit viel Politur“, darunter die selten gehörte Titel Stolen Sweets von Wild Bill Davis, das Titelstück, die eine ideale Up-Tempo-Nummer sei, und With the Wind and Rain in Your Hair in einem überraschend schnellem Tempo dargeboten, und das immer erfreuliche Juwel von Ellington, Drop Me Off in Harlem. Wyands glänze mit langsamen Melodien wie Stairway to the Stars und den Rubato-Interpretationen zu What’s New und My Old Flame, wobei letzteres mit seinen extravaganten Läufen und Andeutungen von Schritten tatumesk klinge.“
Mike Neely (All About Jazz) lobte: „Diese Aufnahme ist eine Präsentation dessen, was Bewunderer von Wyands seit langem schätzen - sein reiches Gespür für Tradition, sein makelloser Geschmack, seine rhythmische Leichtigkeit und seine harmonische Raffinesse. Wyands ist kein auffälliger Pianist; er ist ein Pianist nachdenklicher, tief empfundener Emotionen, die durch die Integrität seiner Technik und seiner künstlerischen Entscheidungen voll unterstützt werden.“ Einer der Höhepunkte dieser Aufnahme sei Tadd Damerons Focus; die subtile Tempoveränderung von Wyands über den Stop-and-Go-Verlauf der Eröffnung gleite in ein langes, optimistisches, vom Bop geprägten Solo, das die üblichen Kanten hell abrunde. Drummond folge mit einem prägnanten Solo vor Wyands und Tate, das zum Schluss führt. Dieser Titel zeige die mühelose Beziehung des Trios während der gesamten Session.
Nach Ansicht des Autors ist Wyands’ Solo-Auftritt mit My Old Flame ein weiteres Highlight des Albums; dies sei ein Titel, „der die zwanglose Komplexität seines rhythmischen Gespürs anschaulich demonstriert“. Das sorgfältige Zuhören bezüglich seiner linken Hand bei der Arbeit und die Art und Weise, wie Wyands Stille einbezieht, sei aufschlussreich.